# 艾德里安·豪瑟
艾德里安·大衛·豪瑟（英語：Adrian David Houser，1993年2月2日—），為美國職棒大聯盟的投手，目前效力於坦帕灣光芒，先前曾效力於釀酒人、大都會與白襪等隊。

## 職業生涯

### 休士頓太空人
2011年美國職棒大聯盟選秀，太空人在第二輪69順位選進豪瑟。他比大學同梯隊友亞契·布萊德利和迪蘭·邦迪還要晚了一年才投入選秀。他在新人聯盟投出1勝2敗，防禦率4.03。之後他到了另一個新人聯盟層級的聯盟，合計共拿下2勝4敗，防禦率4.31。2012年，他拿下3勝4敗，防禦率4.19。
2013年，豪瑟升上短期1A，不過他吞下4敗，防禦率3.42。2014年，他在高階1A拿下5勝6敗，防禦率4.14。
2015年，豪瑟從高階1A開季，並在季中升上2A。

### 密爾瓦基釀酒人
2015年7月30日，太空人將布瑞特·菲利普斯、多明哥·山塔那和賈許·海德交易到釀酒人，換來Carlos Gómez和麥克·菲爾斯。豪瑟先從2A開季，並拿下7勝5敗，防禦率4.43。9月，豪瑟透過擴編登上大聯盟。
2016年，他在2A拿下3勝7敗，防禦率5.25。2017年，他受到傷勢影響僅投17.2局，隔年再從2A出發。
2018年6月17日，豪瑟重返大聯盟，然而他卻在比賽中發生兩次嘔吐的狀況。2019年8月11日，豪瑟在比賽中發生失誤後再次嘔吐，結果該場比賽他投出10次三振拿下勝投。2019年整季他出賽35場比賽，拿下6勝7敗，防禦率3.72。2020年，他只拿下1勝6敗，防禦率5.30。
2021年4月27日，豪瑟敲出大聯盟首轟。5月8日，他敲出生涯第二轟。而這兩轟的苦主都是馬林魚投手Daniel Castano。

## 個人生活
豪瑟目前已婚，他的舅舅James Knott曾在1992年投身大聯盟選秀，並在第11輪被大都會選走。他的哥哥麥可大學時期也是棒球隊員。另外，豪瑟本身也有切羅基人血統。

## 外部連結
- 球員資訊和成績在MLB ，ESPN ，Retrosheet ，Baseball Reference ，Baseball Reference (Minors) ，Fangraphs ，The Baseball Cube （英文）
- 艾德里安·豪瑟的X（前Twitter）